# 田沼意留
田沼 意留（たぬま おきとめ）は、江戸時代後期の大名。遠江国相良藩主。官位は従五位下・備前守。相良藩田沼家7代。田沼意次の孫。

## 生涯
先代藩主・田沼意正の長男。文化2年（1805年）閏2月15日、11代将軍・徳川家斉に御目見する。文政2年（1819年）8月9日、意正の若年寄就任に伴って菊之間詰となる。12月16日、従五位下・備前守に叙任される。天保7年（1836年）4月21日、家督を相続し、雁之間詰となる。同年8月、天保の大飢饉による凶作で領内に多数の餓死者を出すなど、前途多難であった。
天保11年（1840年）7月20日、家督を嫡男の意尊に譲って隠居する。天保14年（1843年）11月25日、楽山と号す。文久元年（1861年）9月17日死去。

## 系譜
父母
- 田沼意正（父）
- 水野忠友の娘（母）

正室、継室
- 堀直教の娘（正室）
- 分部光実の娘（継室）

子女
- 田沼意尊
- 久留島通容正室